# Mus imberbis
Mus imberbis is een zoogdier uit de onderfamilie van de muizen en ratten van de Oude Wereld (Murinae). Het is de enige soort uit het ondergeslacht Muriculus, dat soms als apart geslacht gerekend wordt. De soort komt voor in de bergen van Ethiopië, op 1900 tot 3400 m hoogte in heidegebieden ("moorlands"). De enige soort is M. imberbis. Er is ook gesuggereerd dat de soort verwant is aan Zelotomys of Lophuromys.

## Kenmerken
Deze muis heeft een korte kop en een zachte, blauwgrijze vacht met geelbruine punten. De kop-romplengte bedraagt 70 tot 95 mm, de staartlengte 45 tot 60 mm en het gewicht 12 tot 25 gram. Anders dan Mus heeft deze muis een rugstreep. De voortanden zijn smal en naar voren stekend, wat wijst op een voedingspatroon van zachte insecten.

## Bedreigingen
Voorheen werd de soort als "Bedreigd" gekwalificeerd op de Rode Lijst van de IUCN. Inmiddels is echter duidelijk dat het dier verspreid over een vrij groot gebied voorkomt en tolerantie vertoont voor wijzigingen in de habitat. De soort is sinds 2008 dan ook ingedeeld als "Veilig".